# Корфська декларація

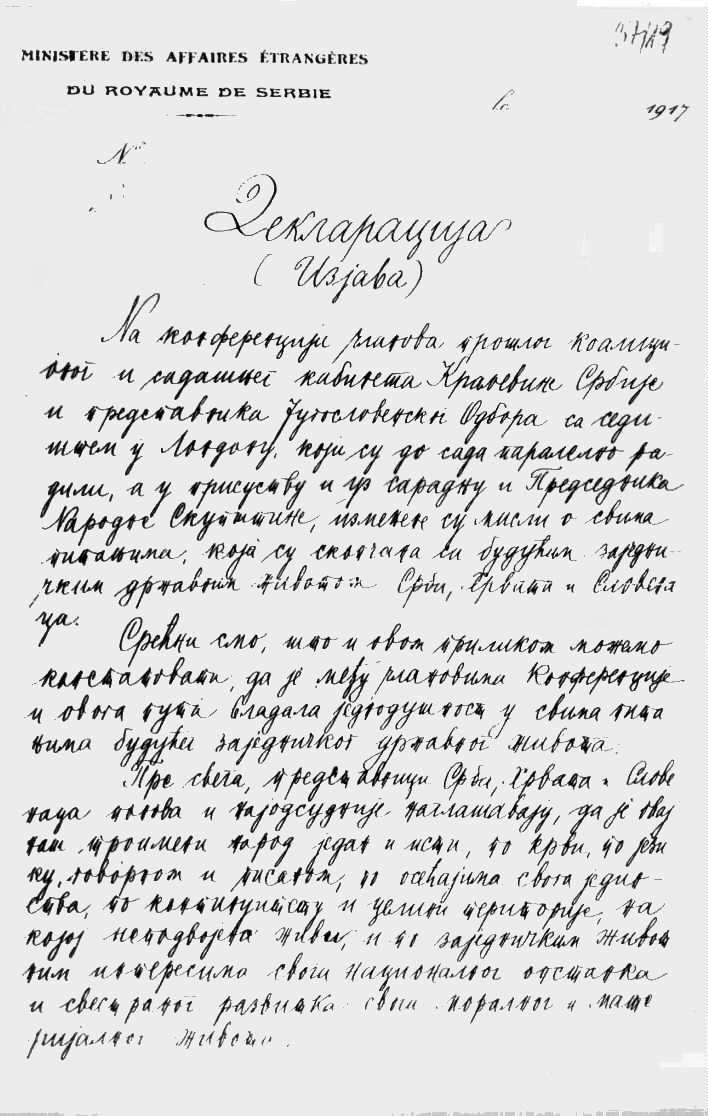
Текст Корфської декларації (стор. 1)

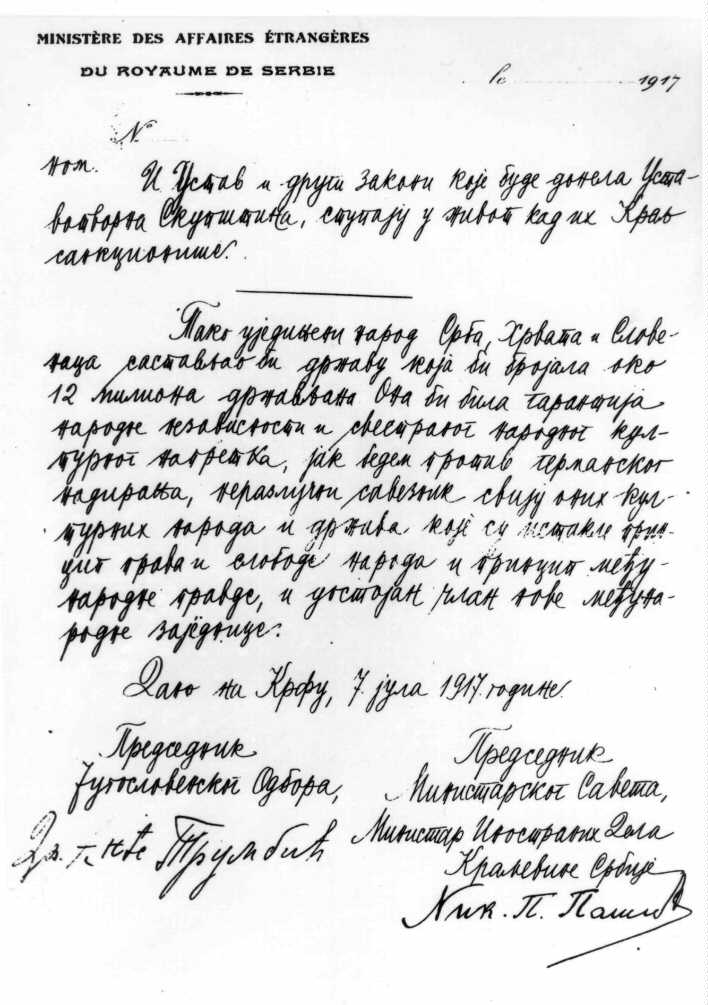
Текст Корфської декларації (стор. 2)

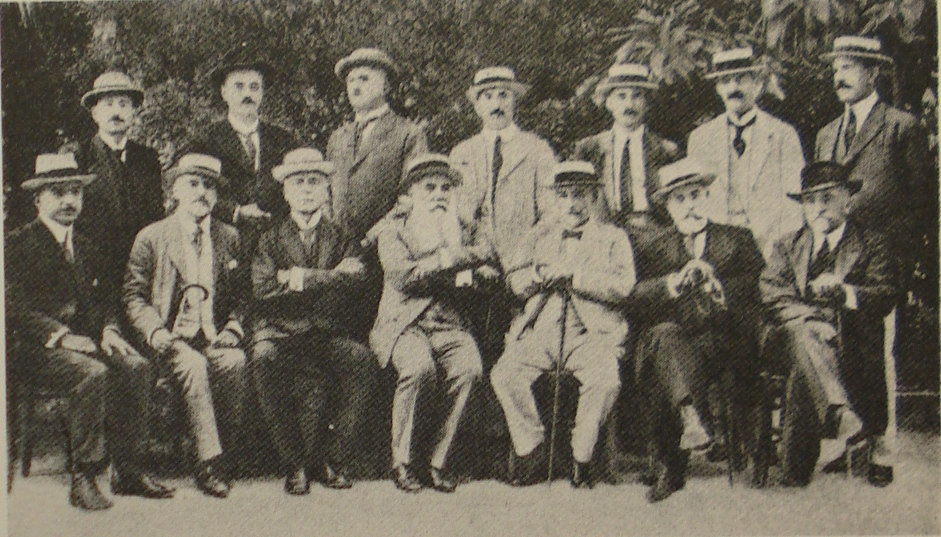
Автори Корфської декларації. В центрі зображення — Нікола Пашич, ліворуч від нього — Анте Трумбич

Корфська декларація — угода, що уможливила створення Королівства Югославія. Підписана 20 липня 1917 на острові Корфу представниками Югослов'янського комітету з одного боку та представниками Сербії, Великої Британії і Франції — з іншого. 11 серпня до угоди приєднався Чорногорський комітет національного об'єднання, сформований у березні 1917 у Парижі.

## Історія
Від початку Першої світової війни значна частина словенських та хорватських політичних діячів підтримала Антанту. Покинувши Австро-Угорщину в умовах війни, вони створили в Римі та Ниші два політичні центри південнослов'янської еміграції. В січні 1915 на основі римського осередку був створений Югослов'янський комітет, до якого увійшли крупні політичні діячі Хорватії, Далмації, Боснії і Герцеговини та Словенії. Перебравшись до Лондона, Югослов'янський комітет розгорнув активну політичну діяльність та від імені південнослов'янських народів Австро-Угорщини вів перемовини з урядами країн Антанти, а також Сербії та США.
У жовтні 1915 сербська армія зазнала поразки на всіх фронтах та з колосальними втратами відступила через гори Албанії до Адріатичного моря. Її залишки були евакуйовані союзниками на острів Корфу.
У 1916 сербський парламент у вигнанні на зустрічі, що відбулася в Муніципальному театрі Керкіри, запропонував створити об'єднану державу південних слов'ян — Королівство Югославію. Декларацію про створення держави було підписано в ході Першої світової війни на острові Корфу (Керкіра) 20 липня 1917 представниками Югослов'янського комітету — сербськими, хорватськими та словенськими політиками з Австро-Угорщини — та представниками Королівства Сербія за сприяння Великої Британії та Франції. 
Будучи першим кроком у розбудові держави Югославії, Корфська декларація передбачала триєдину неподільну унітарну парламентську монархію на чолі з династією Карагеоргієвичів, де в рівній мірі використовувалися кириличний та латинський алфавіти, дотримувалися релігійні свободи та всезагальне виборче право. Установчі збори мали ухвалити конституцію, яка повинна була стати джерелом повноважень усіх гілок влади.
Згідно з декларацією, Югославія мала бути гарантом національного самовизначення різноетнічних земель, що входили до її складу, а також їхнього розвитку; крім цього, вона мала виконувати роль бастіону, який би захищав слов'янське населення від тиску з боку Німеччини.
Головну роль у розробці формулювань Корфської декларації відігравали прем'єр-міністр Сербії Нікола Пашич та хорватський політик Анте Трумбич, який працював над придушенням сербського руху опору. Пашич не полишав намірів щодо експансії Великої Сербії шляхом одностороннього приєднання територій, відчужених у переможеної Австро-Угорської імперії. Початок Лютневої революції в Росії витіснив головні політичні сили Сербії зі столу переговорів та загалом підірвав позиції Сербії в Антанті. Пашич пішов на компроміс, підписав декларацію та розпочав закулісну роботу з дискредитації Югослов'янського комітету, щоби союзні сили не визнавали його законним урядом у вигнанні.
Академік Деян Медакович стверджує, що Анте Трумбич заявляв про те, що повинен був підписати декларацію без ухвалення парламенту Хорватії, оскільки це був єдиний спосіб для його прибічників бути на стороні переможців.
Оприлюднення Корфської декларації викликало хвилю ентузіазму серед південнослов'янських народів. У програші лишилася тільки чорногорська королівська династія — король Чорногорії Нікола I Петрович залишився «королем без королівства». Ще в березні 1917 у Парижі був створений емігрантський Чорногорський комітет національного об'єднання, який від імені народу Чорногорії висловив солідарність із принципами Корфської декларації. Чорногорський комітет встановив тісні контакти з Югослов'янським комітетом та сербським урядом; у відповідь король Нікола I та емігрантський уряд Чорногорії оголосили «зрадниками» всіх чорногорців, які підтримали Корфську декларацію.
У результаті всіх цих подій 1 грудня 1918 було створено Королівство Сербів, Хорватів і Словенців. Трумбич був призначений міністром закордонних справ, а Пашич тимчасово відсторонений від влади.